# Curidia magellanica
Curidia magellanica is een vlokreeftensoort uit de familie van de Ochlesidae. De wetenschappelijke naam van de soort is voor het eerst geldig gepubliceerd in 1991 door Coleman & Barnard.